# Elena de Caernarfon
Elena de Caernarfon, también llamada Santa Helen o Santa Elen, fue una santa galesa del siglo IV que, según la tradición, fundó varias iglesias en Gales a finales del siglo IV por lo que es recordada en algunas tradiciones como santa. Es patrona de Caernarfon, donde se celebra su fiesta el 22 de mayo. La tradición también dice de ella que era una princesa Britano-romana y esposa de Magno Clemente Máximo, emperador en Britania, Galia e Hispania entre 383 y 388 d. C. Mantuvo buenas relaciones con San Martín de Tours que visitaba a ambos esposos en Tréveris.